# Галиновка (Волынская область)
Галиновка (укр. Галинівка) — село в Овадновской сельской общине Владимирского района Волынской области Украины.

## История
В июле 1995 года Кабинет министров Украины утвердил решение о приватизации находившегося здесь совхоза.
Население по переписи 2001 года составляло 343 человека.